# Observatoř Parkes

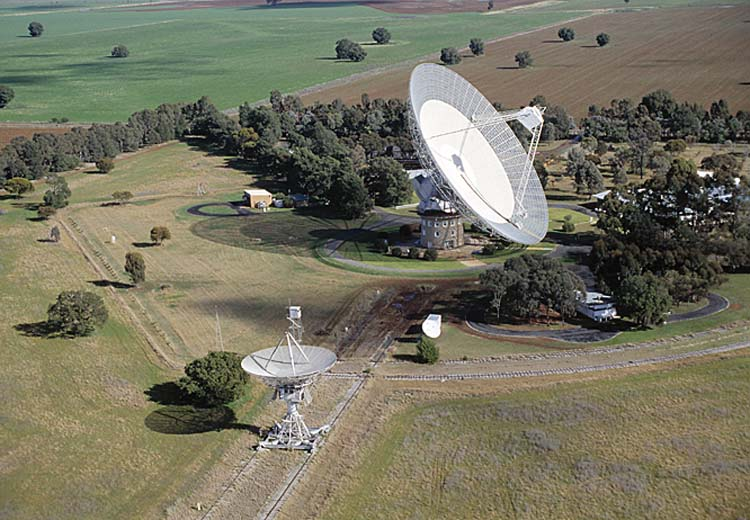
Observatoř Parkes - letecký pohled

Observatoř Parkes je radioteleskopická observatoř, která se nachází 20 km jižně od města Parkes v Novém Jižním Walesu v Austrálii. Během mise Apolla 11 v červenci 1969 se podílela na komunikaci a přenosu signálu do NASA, včetně zprostředkování živého vysílání přistání na Měsíci.

## Radioteleskop

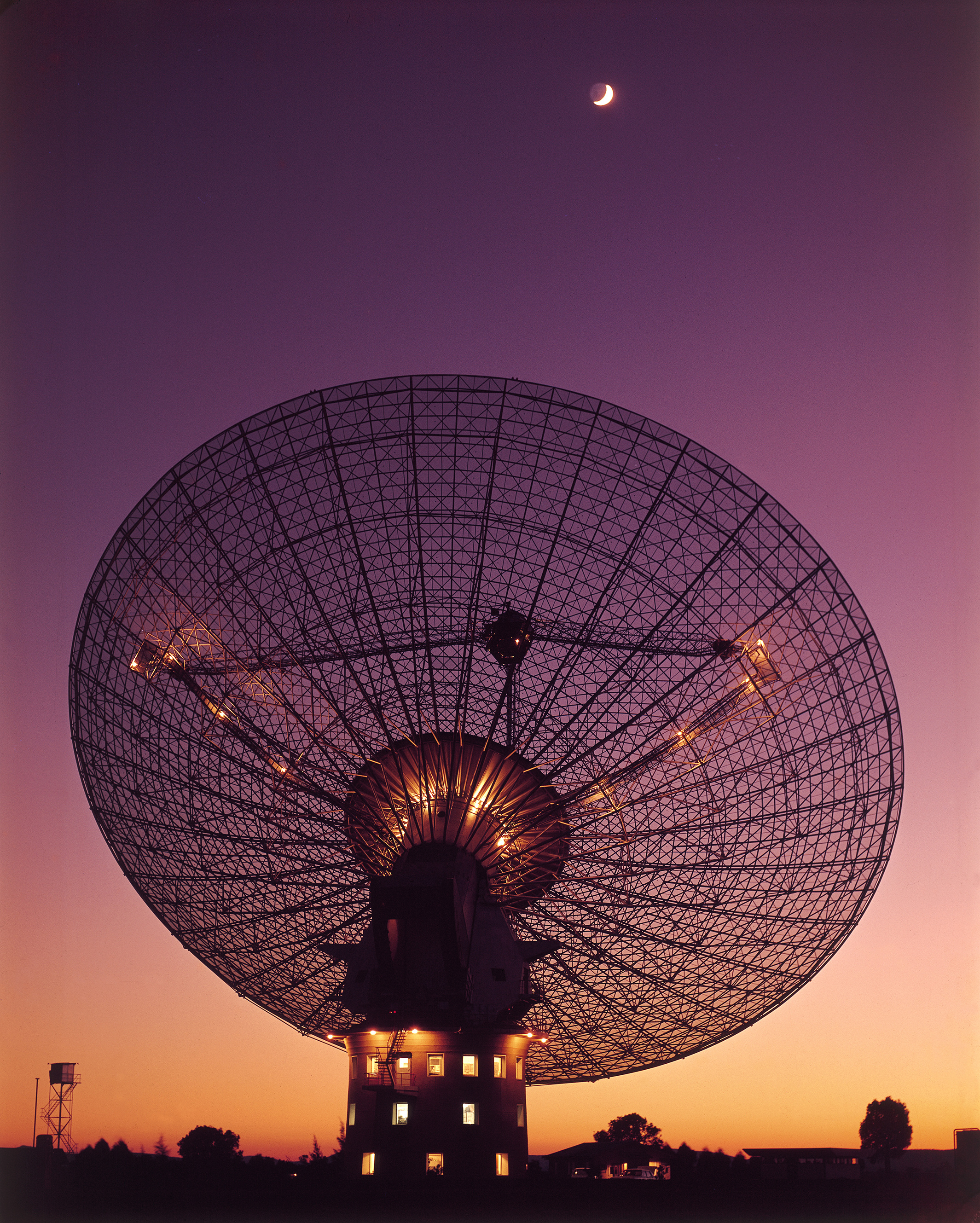
Radiotelescop v Parkes, snímek z roku 1969 kdy přijímal signály z přistání Apolla 11

Radioteleskop používaný v Observatoři Parkes, dokončený roku 1961, byl duchovním dítětem britského fyzika Edwarda George „Taffy“ Bowena, vedoucího pracovníka Organizace pro vědecký a průmyslový výzkum (CSIRO). Bowen během druhé světové války pracoval v USA na vývoji radaru, kde navázal spoustu kontaktů ve vědecké sféře. Na základě těchto známostí později vznikly dvě filantropické organizace, Carnegie Corporation a Rockefeller Foundation (Rockefellerova nadace) za účelem financování poloviny nákladů spojených se stavbou Radioteleskopu v Observatoři Parkes. Vznik těchto nadací a také finanční podpora ze Spojených států nakonec přesvědčily i Britského ministerského předsedu Roberta Menziese k tomu, aby vydal souhlas k „dofinancování“ tohoto projektu.
Primárním pozorovacím instrumentem je 64 metrový pohyblivý talířový radioteleskop, který je druhým největším na jižní polokouli, a jedním z prvních velkých pohyblivých talířových radioteleskopů na světě (DSS-43 na Tindibille byl roku 1987 zvětšen ze 64 m na 70 m, a předstihl tak teleskop v Parkesu). Od doby svého zkonstruování funguje v podstatě nepřetržitě až do současnosti. Povrch talíře byl ještě navíc ve svém středu osazen jemnými kovovými plátky, aby byl zlepšen příjem mikrovln o centimetrové a milimetrové vlnové délce. Vnější část talíře je tvořena kovovou sítí, což vytváří charakteristický „dvoutónový“ vzhled této antény. Tento radioteleskop je usazen na speciální tzv. altazimutální plošině. Řízen je speciálním naváděcím teleskopem, který je zabudován v těle radioteleskopu na shodných rotačních osách, avšak je osazen na equatoriální (rovníkové) otočné plošině. Oba jsou během zaměřování daného cíle společně naváděny laserovým naváděcím systémem. Tento způsob byl vyvinut britským inženýrem Barnesem Wallisem.
Úspěch radioteleskopu Parkes vedl k tomu, že vesmírný úřad NASA použil základní prvky tohoto systému při budování své sítě Deep Space Network, během něhož vybudoval 64 m talířové antény v Goldstonu, Madridu a Tidbinbille.
Komora pro příjem dat je situována přímo v ohnisku talíře, která je nesena třemi kovovými, 27 metrů dlouhými, nosníky, uchycenými na těleso talíře. Příjmová komora obsahuje několik radiových a mikrovlnných přijímačů, které mohou být přepínány podle aktuálních potřeb.
Tato observatoř je součástí sítě radioteleskopů spadajících pod Australia Telescope National Facility. Radioteleskop v Observatoři Parkes většinou spolupracuje s podobnými zařízeními a to s Australia Telescope Compact Array v Narrabri a také s jednotalířovou anténou v Observatoře Mopra na principu interferometrie (very long baseline interferometry array).
Během misí Apollo byla Observatoř Parkes používána k přeposílání komunikačních a telemetrických signálů do úřadu NASA ve chvílích, když se Měsíc nacházel na „Australské“ straně Země.
Observatoř byla zapojena i do dalších kosmických misí jako např.: Mariner 2, Mariner 4, Voyager, Giotto, Galileo nebo Cassini-Huygens.